# 1895
Évszázadok: 18. század – 19. század – 20. század
Évtizedek: 1840-es évek – 1850-es évek – 1860-as évek – 1870-es évek – 1880-as évek – 1890-es évek – 1900-as évek – 1910-es évek – 1920-as évek – 1930-as évek – 1940-es évek
Évek: 1890 – 1891 – 1892 – 1893 –  1894 – 1895 – 1896 – 1897 – 1898 – 1899 – 1900

## Események

### Határozott dátumú események
- január 5. – Alfred Dreyfust – az előző év decemberében hozott hadbírósági ítélettel összhangban – a Marsmezőn lévő Ecole Militaire udvarán, nyilvánosan lefokozzák.[1]
- január 15. – Wekerle Sándor miniszterelnök lemondása után megalakul a Bánffy-kormány.[2]
- január 28. – Zichy Nándor gróf vezetésével megalakul a Katolikus Néppárt.[3]
- február 21. – Alfred Dreyfus – a St. Nazaire fedélzetén – megkezdi hosszú hajóútját deportálása helyszíne, a guyanai Ördög-sziget felé.[4]
- május 25. – Egy angol bíróság Oscar Wilde-ot bűnösnek találja többrendbeli fajtalankodás vádjában és a maximálisan kiróható, kétévnyi kényszermunkára ítéli. (1897 májusában szabadult.)[5]
- május 29.-október 21. – Tajvan japán megszállása
- június 11. – Az angolok elfoglalják Togót.
- június 21. – Megnyílik a Kieli-csatorna.
- Szeptember 28. – Átadják a Mária Valéria hidat Esztergom és Párkány között.
- október 1.
  - Örményellenes pogrom Konstantinápolyban.
  - Magyarországon bevezetik az állami anyakönyvezést.
- december 14. – Budapesten a Magyar Békeegyesület megalapítása.

### Határozatlan dátumú események
- az év folyamán –
  - Egyesítik Esztergom, Szenttamás, Víziváros és Szentgyörgymező településeket.
  - Vaszary Kolos prímás 50 ezer koronás adományából megkezdik a Vaszary Kolos Kórház építését.
  - Japán és Kína háborúja.
  - Ivanóczy Ferenc létrehozza a Szlovén Néppártot.

## Az év témái

### 1895 a filmművészetben
- február 13. – A Lumière testvérek Párizsban szabadalmaztatják a kinematográfot. A készülék lehetővé teszi élőképek bemutatását nagyobb közönség előtt.
- március 19. – Louis Lumière leforgatja első filmjét, amely a lyoni Lumière gyár munkásainak munka befejezését ábrázolja. Ezt mutatja be március 22-én Párizsban a Nemzeti Iparpártoló Társaságnak.
- november 11. – Filoteo Albertini olasz feltaláló szabadalmaztatja kinetografónak nevezett, mozgóképet bemutató készülékét.
- december 28. Lumiére-testvérek első nyilvános mozielőadása Párizsban a Grand Caféban.[6]

### 1895 az irodalomban
- Megjelenik Komjáthy Jenő az A homályból című verseskötete.

### 1895 a zenében
- november 5. – Kölnben bemutatják Richard Strauss „Till Eulenspiegel” c. művét.

### 1895 a tudományban
- november 8. – Wilhelm Conrad Röntgen felfedezi a később róla elnevezett röntgensugarat.
- november 27. – Alfred Nobel végrendelete; a Nobel-díj megalapítása
- Guglielmo Marconi megalkotja a rádiót.
- Ferdinand von Zeppelin szabadalmat kap léghajó terveire.

### 1895 a vasúti közlekedésben
- Átadják az Óbuda–Esztergom vasútvonalat.
- május 21. – Megnyílik a Baranyaszentlőrinc (ma Szentlőrinc) és Sellye közötti vasútvonal.
- december 31. – Megindul a forgalom a Dombóvár–Lepsény-vasútvonalon.

### 1895 a sportban
- december 19. – A világ nemzeti olimpiai bizottságai közül ötödikként, Berzeviczy Albert elnökletével megalakul a Magyar Olimpiai Bizottság
- A budapesti Műkorcsolya Európa-bajnokságon Földváry Tibor megszerzi a magyar sport első Európa-bajnoki címét

## Születések
- január 1. – John Edgar Hoover, az FBI egyik igazgatója († 1972)
- január 8.
  - Zsolt Béla író, polgári radikális újságíró († 1949)
  - Nyireő Andor magyar ügyvéd, szélsőjobboldali országgyűlési képviselő († 1958)
- január 13. – Piukovich József magyar gazdasági felügyelő, főszolgabíró, országgyűlési képviselő († ?)
- január 17. – Mécs László költő († 1978)
- február 6. – Dési Huber István grafikus és festőművész († 1944)
- február 10. – Habsburg–Tescheni Vilmos Ferenc József főherceg († 1948)
- február 12. – Ivaszaki Takizó japán üzletember († 1965)
- február 23. – Csanády György költő, újságíró, rádiórendező († 1952)
- február 26. – Lakatos István zenetörténész († 1989)
- február 28. – Marcel Pagnol francia író, filmrendező († 1974)
- március 2. – Almár György építész, iparművész, festő, grafikus († 1974)
- március 20. – Dudich Endre Kossuth-díjas egyetemi tanár, akadémikus († 1971)
- március 22. – Illés Béla író, újságíró († 1974)
- március 23. – Gustav Bayer olimpiai ezüstérmes norvég tornász († 1977)
- március 26. – Kövér János földbirtokos, országgyűlési képviselő († 1960)
- április 8. – vitéz gróf Hunyady Ferenc földbirtokos, író, sportvezető, országgyűlési képviselő († 1966)
- április 21. – Somogyváry Gyula író († 1953)
- május 2. – Wilm Hosenfeld, aki megmentette a lengyel zongorista és zeneszerző Władysław Szpilman életét, amikor Varsó már romokban hevert († 1952)
- május 4. – Vályi Lajos magyar ügyvéd, kormányfőtanácsos, országgyűlési képviselő († 1940)
- május 9. – Lucian Blaga román író, költő, filozófus († 1961)
- június 2. – Radó Tibor matematikus († 1965)
- június 4. – Dino Grandi fasiszta külügyminiszter, diplomata († 1988)
- június 8. – Torkos Béla magyar ügyvéd, országgyűlési képviselő († 1971)
- július 4. – R. Vozáry Aladár kárpátaljai magyar újságíró, lapszerkesztő, nemzetiségi politikus, magyarországi kormányfőtanácsos, országgyűlési képviselő († 1959)
- július 6. – Brandt Jakab magyarországi német kisbirtokos, országgyűlési képviselő († ?)
- július 12. – Jaromír Korčák cseh geográfus, demográfus és statisztikus († 1989)
- július 20. – Moholy-Nagy László magyar fotográfus, konstruktivista festő, designer, a Bauhaus iskola kiemelkedő tanára, a kísérleti filmek egyik magyar úttörője († 1946)
- július 22. – Pavel Oszipovics Szuhoj szovjet mérnök, repülőgép-tervező († 1975)
- augusztus 1. – Andreánszky Gábor botanikus, paleobotanikus, az MTA tagja († 1967)
- augusztus 13. – Barta István olimpiai bajnok vízilabdázó († 1948)
- augusztus 22. – Vásárhelyi András magyar földbirtokos, országgyűlési képviselő († 1981)
- augusztus 22. – Almásy László Afrika-kutató († 1951)
- augusztus 30. – Zsák Károly labdarúgó, kapus († 1944)
- szeptember 17. – Várady László magyar gyógyszerész, jogász, kormányfőtanácsos, országgyűlési képviselő († 1974)
- október 7. – Ferdinand Čatloš szlovák katonatiszt, vezérkari főnök († 1972)
- október 8. – Juan Domingo Perón argentin katonatiszt, politikus († 1974)
- október 8. – I. Zogu albán király († 1961)
- október 10. – Lin Jü-tang kínai író, akinek eredeti művei és az általa készített klasszikus kínai szövegfordítások nagyon népszerűek lettek nyugaton († 1976)
- október 15. – Faragó Ede magyar népművelő, cserkészvezető, országgyűlési képviselő († 1973)
- október 16. – Kalamár József magyar munkásmozgalmi politikus, csepeli városvezető († 1956)
- október 21. – Hunyadi Buzás Endre magyar főügyész, országgyűlési képviselő († 1972)
- november 4. – Olcsai-Kiss Zoltán Kossuth- és Munkácsy Mihály-díjas magyar szobrász, érdemes művész († 1981)
- november 5. – Walter Gieseking francia zongoraművész, karmester († 1956)
- november 9. – Uray Tivadar Kossuth-díjas magyar színész († 1962)
- november 10. – Öveges József Kossuth-díjas fizikus, egyetemi tanár († 1979)
- november 10. – John Knudsen Northrop amerikai repülőgéptervező (Northrop Air) († 1981)
- november 13. – Bernáth Aurél Kossuth- és Munkácsy Mihály-díjas magyar festő († 1982)
- november 15. – Olga Nyikolajevna Romanova orosz nagyhercegnő († 1918)
- november 16. – Paul Hindemith német zeneszerző († 1963)
- november 25. – Anasztasz Ivanovics Mikojan, (er. Anasztasz Hovhanneszi Mikojan), örmény születésű bolsevik forradalmár, szovjet politikus, az SZKP PB tagja, miniszterelnök-helyettes, államfő († 1978)
- december 10. – Török Sophie, született Tanner Ilona író, költő, Babits Mihály felesége († 1955)
- december 14. – VI. György angol uralkodó († 1952)
- december 24. – Noel Streatfeild brit írónő († 1986)

## Halálozások
- január 26. – Komjáthy Jenő költő (* 1858)
- január – Gvangul N, Zauditu etióp császárnő idősebb lánya (* 1891)
- február 7. – Friedrich Ferenc vívómester (* 1816)
- február 18.. – Habsburg–Tescheni Albert főherceg osztrák főherceg, Teschen második hercege, tábornagy, eredményes katonai vezető, főhadparancsnok, nagybirtokos, nagyiparos (* 1817)
- május 19. – José Martí kubai író, költő, szabadságharcos (* 1853)
- június 29. – Thomas Henry Huxley angol biológus (* 1825)
- augusztus 5. – Kovács Ferenc politikus, az MTA tagja, Hódmezővásárhely korabeli közéletének jeles alakja (* 1823)
- augusztus 5. – Rozsnyay Mátyás gyógyszerész, kémikus. Ő honosította meg Magyarországon a kőolaj szakaszos lepárlását (* 1833)
- szeptember 28. – Veres Pálné (sz. Beniczky Hermin), a magyar nőnevelésügy harcosa, az első Nőképző Egylet alapítója (* 1815).
- október 12. – Szarvas Gábor nyelvész, a magyar nyelvművelés megteremtője (* 1832)
- november 27. – ifj. Alexandre Dumas francia regényíró, Id. Alexandre Dumas fia (* 1824)
- november 27. – Ludwig Reissenberger erdélyi szász történész (* 1819)
- december 13. – Jedlik Ányos természettudós, bencés szerzetes, a dinamó és a szódavíz feltalálója (* 1800)
- december 17. – Irinyi János, a gyufa feltalálója (* 1817)